# Kfz-Kennzeichen (Marokko)

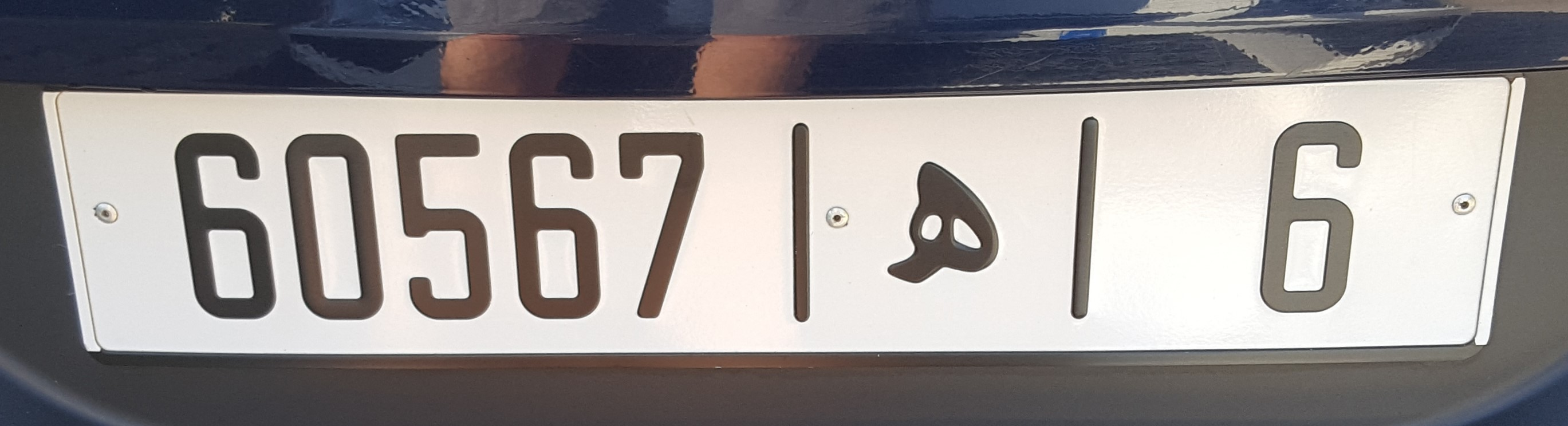
Marokkanisches Kfz-Kennzeichen.

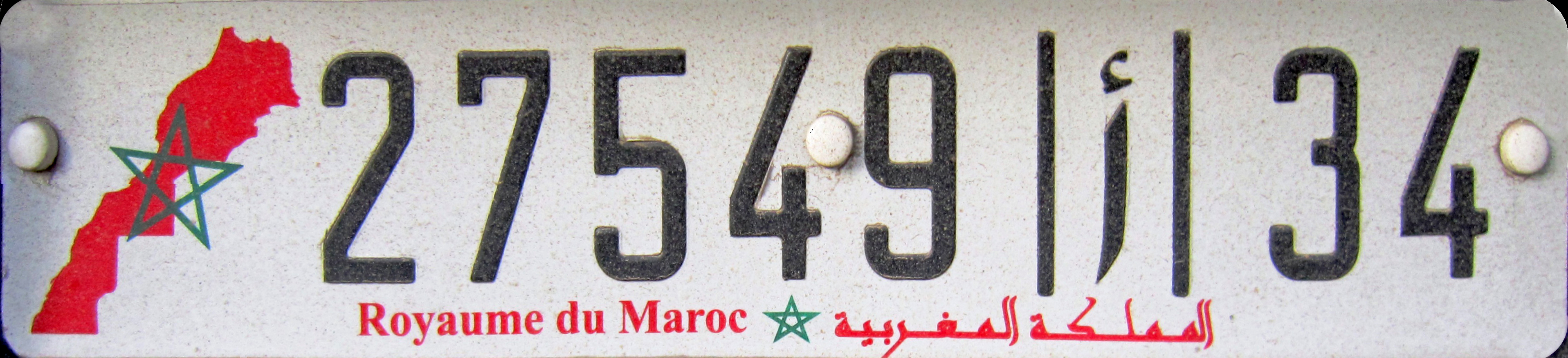
Neues Kennzeichen.

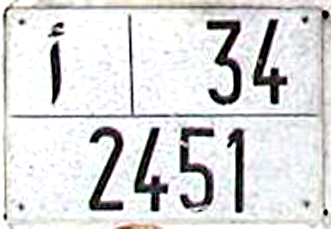
Zweizeiliges Kennzeichen.

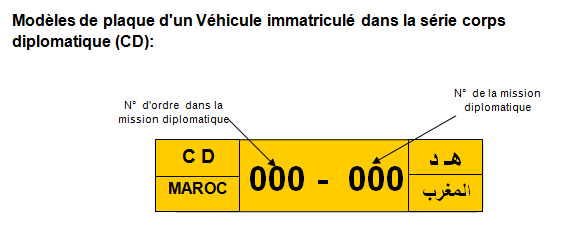
Aufbau Diplomatenkennzeichen.

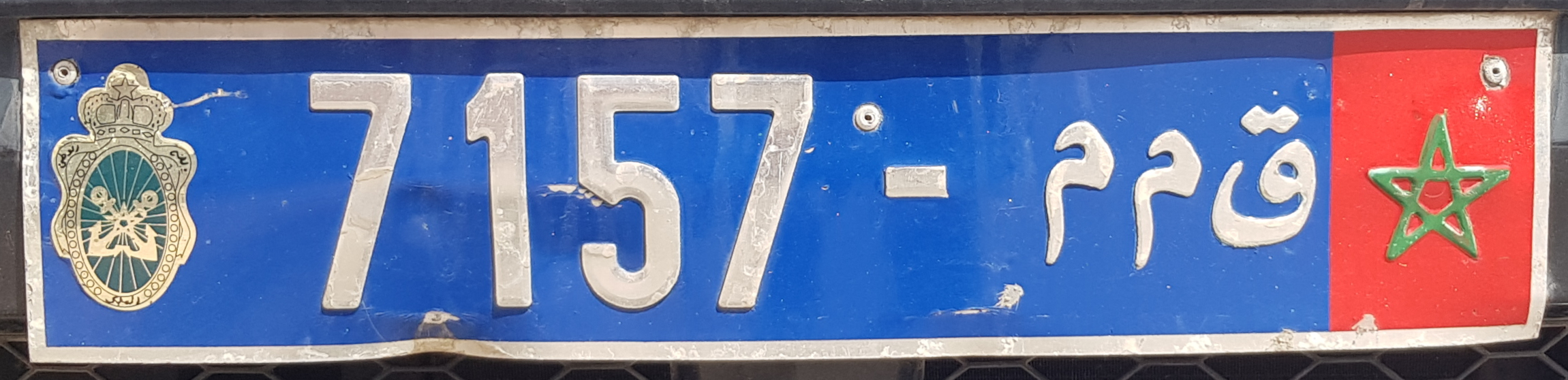
Kennzeichen der Marine.

Marokkanische Kfz-Kennzeichen entsprechen in Größe und Aussehen weitgehend den europäischen Kennzeichen und zeigen in der Regel schwarze Schrift auf weißem Grund. Das Schild ist von rechts nach links zu lesen und beginnt seit dem Jahr 2000 rechts mit einer ein- oder zweistellige Zahl, die die nähere Herkunft des Fahrzeuges angibt, gefolgt von einem senkrechten Strich, danach ein arabischer Buchstabe für die Serie vor einem weiteren senkrechten Strich. Abschließend kommt ganz links eine maximal fünfstellige laufende Nummer.
Diese Kennzeichen haben keine behördlichen Stempel oder Aufkleber.
Bei zweizeiligen Schildern sind die Herkunftskodierung und der Buchstabe der Serie in der oberen Zeile und die fortlaufende Zahl darunter.
Jeder Zulassungsbezirk begann mit der Serie Alif (أ), danach folgte Bā' (ب). Größere Städte sind schon bei den Serien Dāl (د), Hā' (ه), Wāw (و) oder Ṭā' (ط).
Ältere Nummernschilder zeigen ausschließlich Ziffern nach dem Muster 1234-56|7. Neuere Schilder zeigen am linken Rand das Staatsgebiet einschließlich der von Marokko beanspruchten Westsahara.
 Mopedkennzeichen sind zweizeilig und beinhalten nur den Herkunftscode und in der zweiten Zeile die laufende Nummer, die immer 6-stellig ist, wenn nötig mit führender 0. Dazwischen befindet sich ein waagrechter Trennstrich.
Darunter befindet sich ein Strichcode und das Wort SECURITY DOCUMENTS. Dazu gibt es ein behördliches Siegel als Aufkleber.
Behördenkennzeichen sind schwarz mit weißen Zahlen und haben rechts ein weißes Feld mit einem roten Buchstaben für den Bereich. Ausnahme sind die Kennzeichen der Einsatzfahrzeuge von Feuerwehr und Rettung, die nur weißen Hintergrund haben.
1. Polizei ش
2. Lokale Behörde ج
3. Forces Auxiliaires ق س
4. Zivilschutz و م

Heereskennzeichen sind weiß auf schwarz mit links dem Wappen und rechts der Flagge und haben rechts vor der Zahl die Kennung  ق م م. Bei der Marine ist der Hintergrund blau.
Marokkanische Diplomatenkennzeichen weisen einen gelben Grund auf und zeigen am linken Rand die Buchstaben CD sowie die Landesbezeichnung auf Französisch (MAROC). Der rechte Rand zeigt dieselbe Angabe in arabischer Schrift. Zwischen diesen beiden Blöcken sind zwei Ziffernblöcke, wobei letzterer das Herkunftsland angibt.

## Herkunft der Fahrzeuge
Liste der Herkunftscodes:
- 1: Rabat
- 2: Salé-Médina
- 3: Salé-eljadida
- 4: Skhirate-Témara
- 5: Khémisset
- 6: Casablanca Anfa
- 7: Casablanca Hay Mohammadi-Ain Sebaâ
- 8: Casablanca Hay Hassani
- 9: Casablanca Benmsik
- 10: Casablanca Moulay Rachid
- 11: Casablanca-Al Fida Derb Sultan
- 12: Casablanca Mechouar
- 13: Casablanca Sidi Bernoussi-Zenata
- 14: Mohammedia
- 15: Fès jdid - dar dbibagh
- 16: Fès Medina
- 17: Zouagha - Moulay Yacoub
- 18: Sefrou
- 19: Boulemane
- 20: Meknès Menzah
- 21: Meknès Ismailia
- 22: El-Hajeb
- 23: Ifrane
- 24: Khénifra
- 25: Errachidia
- 26: Marrakech-Menara
- 27: Marrakech-Medina
- 28: Marrakech-Sidi Youssef Ben-Ali
- 29: Al-Haouz
- 30: Chichaoua
- 31: El Kelâa des Sraghna
- 32: Essaouira
- 33: Agadir Ida-Outanane
- 34: Agadir Inezgane - Ait Melloul
- 35: Chtouka-Aït Baha
- 36: Taroudant
- 37: Tiznit
- 38: Ouarzazate
- 39: Zagora
- 40: Tanger-Asilah
- 41: Tanger Fahs-Beni Makada
- 42: Larache
- 43: Chefchaouen
- 44: Tétouan
- 45: Al-Hoceima
- 46: Taza
- 47: Taounate
- 48: Oujda
- 49: Berkane
- 50: Nador
- 51: Taourirt
- 52: Jerada
- 53: Figuig
- 54: Safi
- 55: El-Jadida
- 56: Settat
- 57: Khouribga
- 58: Benslimane
- 59: Kénitra
- 60: Sidi Kacem
- 61: Béni Mellal
- 62: Azilal
- 63: Esmara
- 64: Guelmim
- 65: Tan-Tan
- 66: Tata
- 67: Assa-Zag
- 68: Lâayoune
- 69: Boujdour
- 70: Oued Ed-Dahab
- 71: Aousserd
- 72: Casablanca Ain-Chock
- 73: Casablanca Nouacer
- 74: Casablanca Mediouna
- 75: M´diq - Fnideq
- 76: Driouch
- 77: Guercif
- 78: Ouazzane
- 79: Sidi Slimane
- 80: Midelt
- 81: Berrechid
- 82: Sidi Bennour
- 83: Skhour Rehamna
- 84: Fquih Ben Salah
- 85: Youssoufia
- 86: Tinghir
- 87: Sidi Ifni